# Young Lust: The Aerosmith Anthology
Young Lust: The Aerosmith Anthology är ett samlingsalbum av Aerosmith som innehåller material från Geffen Records från Done with Mirrors (1985) till Get a Grip (1993). Albumet släpptes 20 november 2001.

## Låtlista
Alla låtar är skrivna av Steven Tyler och Joe Perry om inget annat namn anges.

### Skiva 1
1. "Let the Music Do the Talking" (Joe Perry) - 3:45
2. "My Fist Your Face" (Tom Hamilton/Joey Kramer/Joe Perry/Steven Tyler/Brad Whitford) - 4:21
3. "Shame On You" (Tom Hamilton/Joey Kramer/Joe Perry/Steven Tyler/Brad Whitford) - 3:20
4. "Heart's Done The Time" (Desmond Child/Joe Perry) - 4:41
5. "Rag Doll" (Holly Knight/Joe Perry/Steven Tyler/Jim Vallance) - 4:24
6. "Dude (Looks Like a Lady)" (Desmond Child/Joe Perry/Steven Tyler) - 4:23
7. "Angel" (Desmond Child/Steven Tyler) - 5:06
8. "Hangman Jury" (Joe Perry/Steven Tyler/Jim Vallance) - 5:33
9. "Permanent Vacation" (Steven Tyler/Brad Whitford) - 4:48
10. "Young Lust" (Joe Perry/Steven Tyler/Jim Vallance) - 4:19
11. "The Other Side" (Dozier/Brian Holland/Eddie Holland/Steven Tyler/Jim Vallance) - 4:06
12. "What It Takes" (Desmond Child/Joe Perry/Steven Tyler) - 5:10
13. "Monkey on My Back" - 3:57
14. "Love in an Elevator" - 5:21
15. "Janie's Got a Gun" (Tom Hamilton/Steven Tyler) - 5:27
16. "Ain't Enough" - 4:57
17. "Walk This Way" (Rum DMC version) 5:11

### Skiva 2
1. "Eat the Rich" (Joe Perry/Steven Tyler/Jim Vallance)
2. "Love Me Two Times" (Jim Morrison/Ray Manzarek/Robby Krieger/John Densmore) - 3:15
3. "Head First" (Joe Perry/Steven Tyler/Jim Vallance) - 4:42
4. "Livin' on the Edge" (Mark Hudson/Joe Perry/Steven Tyler) - 5:37
5. "Don't Stop" (Joe Perry/Steven Tyler/Jim Vallance) - 4:02
6. "Can't Stop Messin'" (Jack Blades/Joe Perry/Tommy Shaw/Steven Tyler) - 4:34
7. "Amazing" (Richie Supa/Steven Tyler) - 5:34
8. "Cryin'" (Joe Perry/Taylor Rhodes/Steven Tyler) - 5:08
9. "Crazy" (Desmond Child/Joe Perry/Steven Tyler) - 5:16
10. "Shut Up And Dance" (Jack Blades/Joe Perry/Tommy Shaw/Steven Tyler) - 4:50
11. "Decues Are Wild" (Steven Tyler/Jim Vallance) - 3:32
12. "Walk On The Water" (Jack Blades/Joe Perry/Tommy Shaw/Steven Tyler) - 4:53
13. "Blind Man" (Joe Perry/Taylor Rhodes/Steven Tyler) - 3:57
14. "Falling In Love (Is Hard On The Knees)" (Ballard/Joe Perry/Steven Tyler) (Live) - 3:25
15. "Dream On" (Steven Tyler) (Live) - 4:53
16. "Hole In My Sun" (Desmond Child/Joe Perry/Steven Tyler) (Live) - 5:37
17. "Sweet Emotion" (Tom Hamilton/Steven Tyler) (Live) 5:52